# Un altro tempo, un'altra vita
Un altro tempo, un'altra vita (En annan tid, ett annat liv) è un romanzo di Leif G. W. Persson pubblicato nel 2003, appartenente al filone del noir scandinavo.
Insieme al precedente Tra la nostalgia dell'estate e il gelo dell'inverno (2002) e al successivo In caduta libera come in un sogno (2007), compone la trilogia chiamata La caduta dello Stato Sociale.
Il libro è stato tradotto in dodici lingue.

## Opere derivate
Dal romanzo è stata tratta nel 2014 una miniserie TV svedese, Den fjärde mannen, con la regia di Kristian Petri.

## Edizioni
- (SV) Leif G. W. Persson, En annan tid, ett annat liv, Stoccolma, Piratförlaget, 2003, ISBN 9164200884.

- Leif G. W. Persson, Un altro tempo, un'altra vita, traduzione di Giorgio Puleo, Venezia, Marsilio Editori, 2005, ISBN 88-317-8439-0.